# Джунг Шах, Прасидха
Прасидха Джунг Шах (род. 3 июня 1989 года) — непальский пловец, участник Олимпийских игр 2012 года.
На Церемонии открытия летних Олимпийских игр 2012 был знаменосцем команды Непала.

## Карьера
На Олимпиаде в 2012 году принял участие в соревнованиях вольным стилем среди мужчин на 50 метров. Проиграл на предварительном этапе, заняв 47 место.